# روکساس سیتی
روکساس، به‌طور رسمی شهر روکساس (Capiznon / هیلیگاینون: Dakbanwa sang Roxas ; فیلیپینی: Lungsod ng Roxas)، یک شهر جزء درجه ۳ و مرکز استان کاپیز، فیلیپین است. بر اساس سرشماری سال ۲۰۲۰، جمعیت آن ۱۷۹۲۹۲ نفر است.
شهر روکساس از نظر سیاسی به ۴۷ بانگه تقسیم شده‌است.